# Misophonie

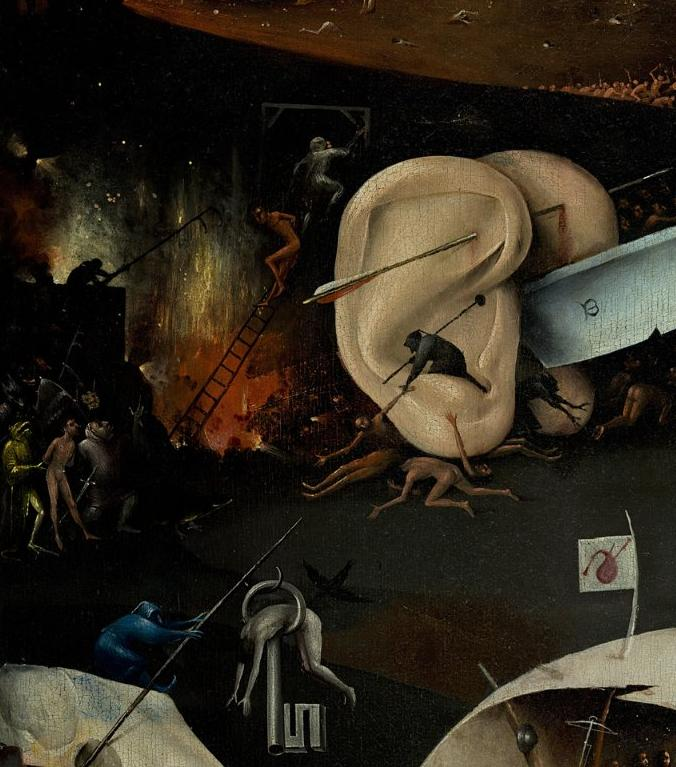
Détail du Jardin des délices de Jérôme Bosch, où l'on voit deux oreilles transpersées par une flèche et séparées par un couteau. Un symbole qui peut exprimer la douleur ressentie par les personnes atteintes de misophonie.

La misophonie (étymologiquement « aversion à certains sons ») est une forme particulière d'intolérance au son , caractérisée par une réaction émotionnelle intense telle que l'irritation, le dégoût, la colère, le stress ou même la haine, déclenchée par un son spécifique dans un contexte donné. Les sources sonores susceptibles de déclencher cette réaction négative sont souvent d'origine humaine, comme les bruits de mastication ou les ronflements du conjoint, et peuvent même être de faible intensité sonore. Si le son est produit par la personne elle-même il n’y a pas de réaction.
Les termes misophonie, selective sound sensitivity syndrome (abrégé « 4S » ou « SSSS ») et soft sound sensitivity syndrome font référence au même trouble.
La misophonie apparaît à un très jeune âge, durant l'enfance, ou pendant l'adolescence, notamment chez les personnes autistes présentant une hypersensibilité au bruit, et s'aggrave avec l'âge,. L'âge moyen d'apparition de la misophonie est de douze ans, mais elle peut apparaître dès cinq ans.
La maladie n'est pas classée comme un trouble discret dans le DSM-5 ou la CIM-10 ; cependant, une étude menée en 2013 par trois psychiatres de l'Academic Medical Center d'Amsterdam sur 42 patients misophones suggère sa classification en tant que trouble psychique à part. Des études sont en cours pour déterminer s'il s'agit d'un trouble à part.
Il est courant que la misophonie soit associée à d'autres troubles tels que l'anxiété, la dépression ou le trouble obsessionnel-compulsif ou aux troubles du spectre de l'autisme. Contrairement à l'hyperacousie, la misophonie ne provoque pas de douleurs, d'acouphènes ou d'augmentations d'acouphènes ou d'hyperacousie.

## Réponse hypothétique d’un misophone
Le cerveau filtre les sons, en distinguant ceux qui sont significatifs de ceux qui ne le sont pas. Dans le cas de la misophonie, la réaction intense à des stimuli non menaçants suggère un dysfonctionnement du filtrage auditif ("auditory gating") . En revanche, les stimuli perçus comme menaçants déclenchent une réponse de survie automatique, connue sous le nom de réponse de combat ou fuite, entraînant des réactions physiologiques incontrôlées.
Selon Tom Dozier, le déroulement potentiel d'une réaction misophonique, débute par l'exposition à un stimulus auditif ou visuel spécifique. Cette exposition déclenche une réponse physique réflexe aversive, comme une tension musculaire, suivie d'une réponse émotionnelle intense, comprenant colère, dégoût ou rage. Ces réponses physiques et émotionnelles entraînent des changements physiologiques via le système nerveux sympathique, provoquant des symptômes tels qu'une augmentation de la pression artérielle et de la transpiration, souvent associés à des comportements maladaptatifs comme la fuite ou l'agression verbale.

## Hypothèses causales
La théorie polyvagale, proposée par le psychiatre américain Stephen Porges, indique que la misophonie pourrait être une réponse autonome du système nerveux central. Les sons de provenance corporelle, ayant une modulation et une fréquence spécifiques, étant associés à un ėtat d'alerte,,.
Pawel Jastreboff pense qu'il s'agit d'une mauvaise connexion entre différentes composantes du système nerveux.
En 2013, des études neurologiques et des examens cérébraux par IRMf associés au trouble supposent qu'une évaluation anormale des signaux neuronaux se produit dans le cortex cingulaire antérieur et le cortex insulaire. Ces cortex sont également impliqués dans le syndrome de Gilles de la Tourette, et influencent la colère, la douleur et l'information sensorielle. D'autres chercheurs admettent que cette anomalie se situe dans le système nerveux central. Il est suggéré que la localisation anatomique peut être plus centrale que celle impliquée dans l'hyperacousie. D'autres recherches proposent que la misophonie soit due à un réflexe d'aversion conditionnée, de type pavlovien.
Il a été suggéré un lien entre la misophonie et la synesthésie, une particularité neurologique dans laquelle la stimulation d'une voie sensorielle ou cognitive conduit à des expériences automatiques et involontaires dans une seconde voie sensorielle ou cognitive. Le problème de base pourrait être une déformation pathologique de connexions entre les différentes structures limbiques et le cortex auditif, provoquant une synesthésie son-émotion. Certains individus ont à la fois misophonie et synesthésie. De nombreuses personnes avec synesthésie en dénombrent plusieurs formes ; il existe plus de soixante types de synesthésie rapportés.
Une différence dans la structure et la fonction du cerveau a été découverte chez les misophones,: des connexions neurologiques différentes à partir du lobe frontal entraînent une augmentation de la fréquence cardiaque et de la sudation à l'écoute de certains sons. Le cortex insulaire antérieur est une « région clé » permettant de différencier les « sons déclenchants ». Un « son déclenchant » produisant dans le cortex insulaire antérieur une réponse BOLD (« blood-oxygen-level-dependent ») exagérée . Le cortex insulaire antérieur étant une zone impliquée dans le traitement des émotions.
Les misophones ont une myélinisation anormale dans le cortex frontal médial.
Selon une étude de chercheurs de Newcastle, chez les patients misophoniques, le cortex insulaire inférieur est fortement connecté au cortex préfrontal médian qui joue un rôle central dans la prise en compte du contexte des événements vécus, sur la qualité bonne ou mauvaise que nous leur accordons (la valeur émotionnelle).
En 2019, une augmentation de l'activité de l'insula droite, du cortex temporal supérieur droit et du cortex cingulaire antérieur droit, parallèlement à une activité normale de l'amygdale sont observés chez les misophones en présence de sons déclencheurs.
En 2021, une étude indique qu'une hyperactivation des neurones miroirs de la zone orofaciale pourraient être impliqués dans la misophonie.

## Symptômes
Les individus atteints de misophonie sont le plus souvent agacés, voire enragés par des sons spécifiques, des bruits dits « normaux ». La plupart des misophones ne sont pas agacés par les bruits qu'ils produisent eux-mêmes. Les sons déclencheurs provoquent de la colère (et non du dégoût selon une étude). La réaction d'un misophone est semblable à une réaction négative normale à ces sons ; son intensité est toutefois multipliée. Les sons problématiques sont souvent des bruits considérés comme « normaux » et « quotidiens », et sont en général de faible intensité. Ces quelques exemples de sons spécifiques incluent : l'aspiration de liquides (slurp), les raclements de gorge, le mouvement pendulaire d'une casserole ou d'un couvercle retourné, se couper les ongles, se brosser les dents, le bruit d'une fourchette sur les dents, les grincements, mâcher de la glace pilée, manger, boire, déglutir, respirer, renifler, se moucher, parler, éternuer, bâiller, l'eau de la douche qui coule, marcher, mâcher un chewing-gum, rire, ronfler, taper sur un clavier d'ordinateur, tousser, fredonner, siffler, chanter, dire certaines consonnes ou des sons répétitifs, mais aussi le clic de la souris d'ordinateur, le tic-tac d'une horloge, un chien qui se lèche.
En présence d'un son déclencheur, les misophones ont une conductance cutanée augmentée et un rythme cardiaque accéléré. Certains sont également affectés par des stimuli visuels, tels que des mouvements répétitifs des pieds ou du corps, des gigotements, ou le mouvement qu'ils observent du coin de l'œil ; cela est appelé « misokinesia », signifiant « la haine du mouvement ». Il est important de noter que les déclencheurs visuels sont souvent associés aux déclencheurs auditifs, c'est-à-dire les stimuli visuels qui surviennent immédiatement avant, pendant ou après un stimulus auditif aversif sont les plus courants. Une réaction misophone peut se produire en l'absence de son (par exemple, le balancement des jambes, le tourbillon des cheveux et le pointage du doigt). En 2015, Dozier a mené une enquête auprès de participants présentant des déclencheurs visuels et a observé que mâcher la bouche ouverte était le déclencheur visuel le plus couramment rapporté parmi les participants.
Une intense anxiété et un comportement d'évitement peuvent se développer, ce qui peut conduire à une diminution de la socialisation. Certains individus sentent la compulsion d'imiter ce qu'ils entendent ou voient comme une stratégie d'adaptation,. Le mimétisme est un phénomène automatique, non conscient, et social. Il a un aspect palliatif permettant au misophone de se sentir mieux. L'acte de mimétisme peut susciter la compassion et l'empathie, qui améliore et diminue l'hostilité, de la concurrence, et de l'opposition. Il existe aussi une base biologique sur la façon dont le mimétisme réduit la souffrance d'un déclencheur.
Souvent, les sons produits par l'entourage proche, comme la famille, provoquent des réactions plus fortes que si le même son était produit par un inconnu. Les réactions sont involontaires ; le stress et la fatigue peuvent exacerber leur irritation.
Un son désagréable comme des cris ne produit pas de réaction anormale chez les misophones.
Une fois engagée dans le trouble de misophonie, un cercle vicieux s'enclenche et la personne devient plus attentive, et par le fait même, plus affectée.
Les misophones pourraient avoir une réponse N1 plus faible au test du paradigme d'oddball (en) .

## Prévalence et comorbidité
La prévalence de la misophonie est inconnue, mais des groupes d'individus identifiés avec la condition suggèrent qu'il est plus commun que ce qui était précédemment reconnu. Une étude réalisée en 2023 a révélé que la prévalence de la misophonie au Royaume-Uni était d’environ 18%, puis des études sur sa prévalence mondiale ont révélé qu'elle était comprise entre 5% et 20% ; sa gravité et prévalence semblent être similaires pour les deux sexes.
Parmi les patients souffrant d'acouphènes, à des niveaux cliniquement significatifs, entre 4 et 5 % de la population générale, certaines études rapportent une prévalence plus élevée de 60 %, par rapport à une étude menée en 2010 la mesurant à 10 %. Une étude menée en 2014 à l'université du Sud de la Floride constate que 20 % d'un groupe de 500 participants souffrent de symptômes ressemblant à la misophonie. Les participants sont des étudiants de premier cycle en psychologie et en majorité des femmes. En 2021, l'université de Nottingham a mené une étude sur la misophonie dans un échantillon d'étudiants en médecine ; en 2017, des taux similaires ont été constatés dans une université chinoise, ce qui suggère que le trouble n'est pas spécifique à une culture.
Une étude néerlandaise publiée en 2013 sur un échantillon de 42 patients atteints de misophonie constate une faible mesure de troubles psychiatriques, à l'exception de la névrose obsessionnelle (52,4 %).
Le stress post traumatique (TSPT) peut être lié à la gravité de la misophonie.
Il peut y avoir des troubles de l'alimentation (anorexie mentale, boulimie).
Il se peut que les personnes souffrant de misophonie soient plus susceptibles d'avoir une intelligence fluide élevée.

## Conséquences de la misophonie
Les conséquences de la misophonie sur la vie quotidienne et sociale peuvent être significatives. Cela peut se manifester par des difficultés à participer à des repas en famille, à dormir aux côtés du conjoint, à assister à certaines activités sociales, ou encore par une tendance à surprotéger ses oreilles. De plus, les tensions, conflits et l'isolement peuvent également découler de cette condition.
Les résultats de l'étude de  Rouw & Erfanian, 2017 ont indiqué que la plupart des participants ont rapporté éviter les interactions sociales (88%), rencontrer des difficultés de concentration (87%) et ressentir une hyperfocalisation sur les bruits (74%). Environ 77% ont noté une aggravation progressive des symptômes au fil du temps, tandis que 22% ont mentionné des membres de leur famille présentant des symptômes similaires. Les troubles anxieux étaient les plus fréquemment associés à la misophonie (13%), suivis du trouble de stress post-traumatique, du trouble déficitaire de l'attention avec hyperactivité et des acouphènes (12% chacun). De plus, la moitié des participants ont signalé que certains sons spécifiques pouvaient occasionnellement susciter des sensations agréables, évoquant potentiellement l'ASMR.

## Traitements

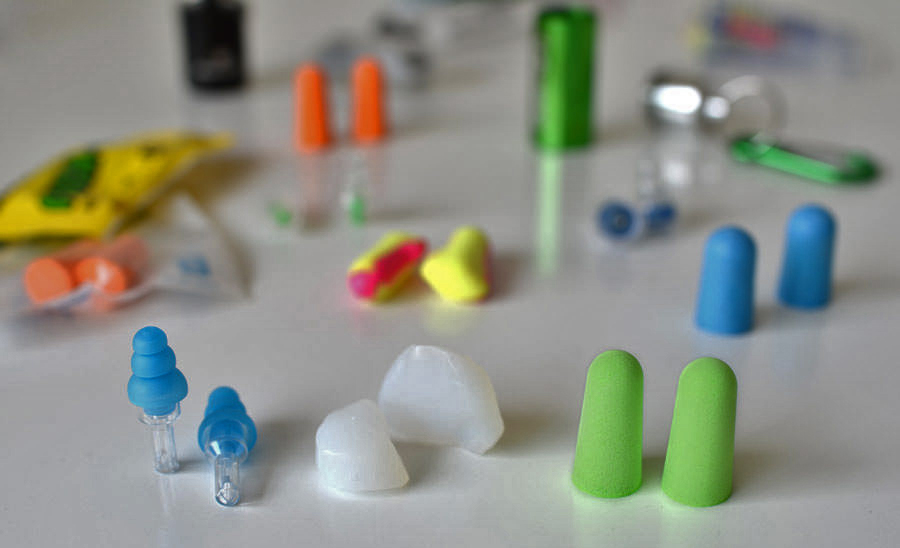
Différentes sortes de protections auditives. À gauche, des bouchons préformés. Au centre, des bouchons à façonner en cire. À droite, des bouchons à façonner en mousse.

Il n’y a pas de traitement EBM pour soigner cette maladie ; certaines thérapies peuvent aider les personnes atteintes de misophonie à faire face à leur trouble en reconnaissant ce qu’elles vivent et en travaillant sur des stratégies d’adaptation,. Quelques études ont été publiées sur le concept de thérapie acoustique d'habituation (en) et l’utilisation de la thérapie cognitivo-comportementale, particulièrement la thérapie d’exposition,. Aucune de ces approches n’a été étudiée pour déterminer leur efficacité,. D’autres méthodes thérapeutiques, comme celles basées sur l’acceptation et la pleine conscience, sont également envisagées, mais leur impact varie d’un patient à l’autre.
Les recherches sur les effets potentiels de la neuromodulation et des traitements pharmacologiques pour la misophonie restent limitées. Une étude récente datant de 2022 suggère que l'efficacité de certains traitements de la misophonie peut varier selon les préférences individuelles des patients, notamment chez les parents d'enfants souffrant de ce trouble. De plus, le propranolol s'est révélé bénéfique chez certains patients . La clomipramine, bien que son efficacité reste principalement anecdotique, semble prometteuse pour un sous-ensemble de personnes atteintes de troubles associés à l'hyperacousie, en raison de ses similitudes avec le trouble obsessionnel-compulsif. En outre, des observations spécifiques ont été faites sur l'effet potentiel de la clomipramine sur le traitement des tonalités auditives. D'autres médicaments tels que le pindolol et certains inhibiteurs sélectifs de la recapture de la sérotonine sont également envisagés comme des options potentielles, bien que des études à grande échelle soient nécessaires pour confirmer leur efficacité dans le traitement de la misophonie.
En 2016, aucun traitement n'a prouvé son efficacité dans la misophonie et bien que beaucoup de méthodes se revendiquent pour réduire la misophonie, certaines pourraient aggraver la misophonie, notamment l'exposition. Les patients doivent faire preuve de prudence.
Ainsi, aucun traitement ne semble efficace ; seul le Dr Jastreboff propose une solution qui aurait 90 % de chances de réussite : le traitement consiste à écouter les sons qui dérangent en les associant à un autre son, comme de la musique, et ce pendant environ neuf mois afin d'obtenir des résultats.
Les alternatives pour diminuer les réactions en présence des sons problématiques sont d'utiliser des protections auditives, des casques avec réduction de bruit active, d'écouter de la musique ou d'autres sons avec un baladeur, d'écouter un bruit blanc pour masquer le bruit déclencheur.

## Histoire
Plusieurs personnalités célèbres ont manifesté une certaine gêne face aux bruits, telles que Michel de Montaigne, Johann Wolfgang Goethe, notamment selon Arthur Schopenhauer, Émilie du Châtelet selon la mémorialiste Marguerite de Launay, Arthur Schopenhauer lui-même qui évitait toujours d'avoir un voisin de table et qui considérait le bruit comme « la plus impertinente de toutes les interruptions », Charles Darwin, Anton Tchekhov, Marcel Proust, Rainer Maria Rilke selon Stefan Zweig , Franz Kafka qui voulait une solitude absolue pour écrire, Melissa Gilbert , et Kelly Ripa .
Marsha Johnson a identifié ce trouble en 1997 et l'a appelé « Selective Sound Sensitivity Syndrome »  ; tandis que Pawel Jastreboff et Margaret Jastreboff  de l'université Emery d'Atlanta ont pour la première fois utilisé le terme misophonie en 2000. Ils découvrent chez certains individus ne semblant pas souffrir de phonophobie, d'hyperacousie ou d'acouphène, de fortes réactions négatives à l'exposition de sons spécifiques. Le son est associé à quelque chose de désagréable et s'ensuivent des réactions négatives lorsque le son se reproduit,.

## Société, culture et littérature
Les personnes atteintes de misophonie ont formé des groupes de soutien en ligne,.
En 2016, a été diffusé le documentaire Quiet Please qui a pour sujet la misophonie,.
En 2020, une équipe de chercheurs sur la misophonie a reçu le prix Ig Nobel de médecine "pour avoir diagnostiqué une maladie longtemps méconnue".
Le film Tár, sorti en 2022, met en scène un chef d'orchestre atteint de misophonie. L'épisode 4 de la saison 1 de la série Hulu The Old Man aborde brièvement la misophonie.
Bruno Salomone a écrit un roman sur la misophonie, dont il est atteint.

### Vidéographie
- Aspiemil: l'autisme Asperger sans peine & positif!, « 28 -  Autisme et Asperger: les sensibilités aux bruits », 30 mai 2021 (consulté le 25 janvier 2025)